# Ato do Multiculturalismo
Ato do Multiculturalismo (Act for the Preservation and Enhancement of Multiculturalism in Canada) é um ato promulgado em 21 de julho de 1988 que reconhece oficialmente a natureza multicultural da sociedade canadense.